# Olga Hudečková
Olga Hudečková (*17. listopad 1936 Kotouň) je česká sochařka a keramička.

## Život

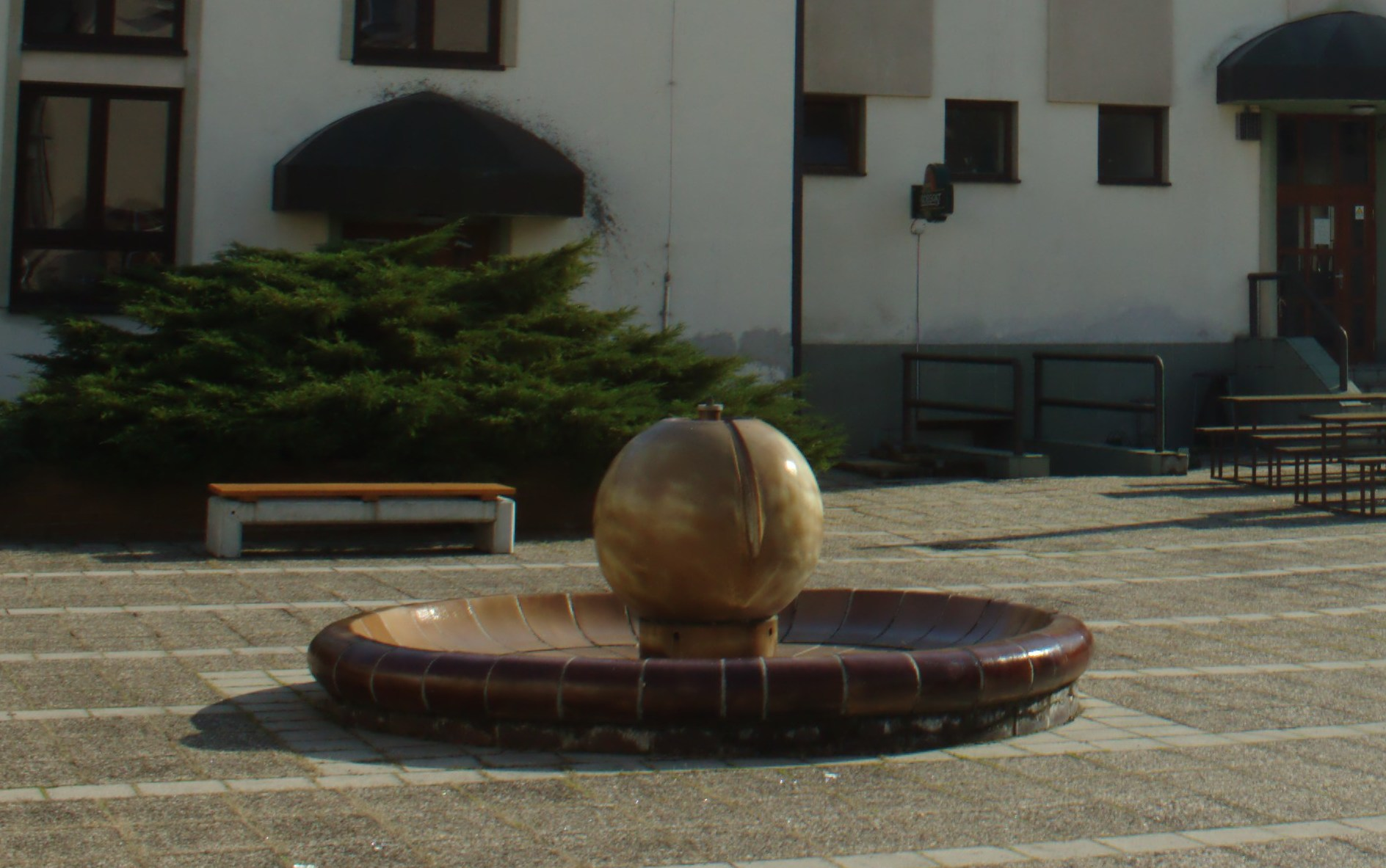
Háj ve Slezsku, kašna na náměstí

Olga Hudečková se narodila do rodiny Jana Pflegera a jeho ženy Jany, kteří žili v pronajatém mlýně v Kotouni, dne 17. listopadu 1936. Její tatínek byl po druhé světové válce pro pobuřování proti komunistické straně zatčen a odsouzen na devět let do vězení. Po propuštění na amnestii za několik měsíců zemřel. Olga se v Klášterci nad Ohří vyučila malířkou porcelánu, absolvovala v Karlových Varech Mistrovskou školu a vystudovala Střední uměleckoprůmyslovou školu v Uherském Hradišti, obor keramika. Zde se seznámila se svým manželem Miroslavem Hudečkem, sochařem. Zpívala a tančila v souboru Hradišťan, budoucí manžel hrál na housle. Vystudovala Vysokou školu pedagogickou při Univerzitě Karlově v Praze u profesora Karla Lidického a Cyrila Boudy. Dvě děti, které se jim narodily, Veronika a Dominik, zemřely. V roce 1996 Česká televize natočila a odvysílala dokument Kámen a bolest, Hlína a láska – Olga, Miroslav, Veronika, Dominik. Samostatně i společně s manželem, tvořila sochařskou a keramickou tvorbu, například keramickou stěnu na Úřadu vlády v Praze ve Strakově akademii, výzdobu Základní školy v Bavorovské ulici ve Vodňanech. Známé je společně vytvořené sousoší (fontána) Faun a Vltava u metra v Holešovicích.Sama se věnovala keramické tvorbě, kterou vystavovala na desítkách samostatných výstav po celém světě. Vytvářela díla z majoliky, kameniny a porcelánu, pracovala s plastickými glazurami a glazurami craquelé. Společně s manželem mají vztah k vinařství, vínu i vinařské architektuře. Jejich díla jsou v Galerii Znovín, kam věnovala Olga své glazované poháry na víno. Vyučovala i na Lidové škole umění. Její keramická díla jsou v soukromých sbírkách i v galeriích. Její keramiku si odvezl finský prezident Maunu Koivisto a švédský král Carl Gustav XVI.Společně s manželem podporují dětskou onkologii v Praze.
Pro veřejnost pořádali s manželem kulturní pořady a přednášky, například:
- 1993 Rudolfinum Praha, 3 místo čtenářské soutěže „Dvojice“ Olga a Miroslav Hudečkovi „Manželé, kteří stvořili krásu“
- 1995 „O nás dvou“, setkání s Olgou a Miroslavem HUDEČKOVÝMI, keramičkou a sochařem
- 1999 Praha, „Den Říčan“ u Premonstrátů na Strahově. Kulturní pořad připravila a uváděla: Olga Hudečková
- 2004 Praha, Chodov, „Olga a Miroslav Hudečkovi“ se svými přáteli – muzikanty Slováckého krúžku Praha

Je členkou Slováckého krúžku v Praze, členkou IWAP (mezinárodní dámský klub v Praze), Hudební společnosti Bohuslava Martinů v Praze, Sdružení výtvarných umělců moravských v Hodoníně, Syndikátu výtvarných umělců Praha, Sdružení výtvarných umělců – keramiků Praha a výtvarné skupiny Femina Praha.
Žije a pracuje od roku 1970 v Říčanech.

### Ocenění
- 1975 Uznání za keramickou tvorbu od Českého fondu výtvarných umění
- 1979 Bronzová plaketa a poděkování za 20 let veřejně prospěšné práce a činnosti v Praze
- 1984 Poděkování za významný podíl na ideově výchovné a kulturní práci v Praze a Čestné uznání Pražské odborové rady za dlouholeté úspěšné vedení keramických kroužků v Praze 2 (za 25 let)
- 1987 Poděkování za dlouholetou práci v souboru písní a tanců Josefa Vycpálka v Praze
- 2000 Bronzová plaketa J. A. KOMENSKÉHO za uspořádání výstavy Komenský 2000 – Labyrint světa
- 2004 Cena Masarykovy Akademie umění v Praze (s výtvarnou skupinou FEMINA)

- 2007 Čestné občanství města Vodňany[5]

## Dílo

### Knihy a katalogy, výběr
- HUDEČKOVÁ, Olga. Olga Hudečková a Miroslav Hudeček: sochy - kresby - keramika. Strážnice: Ústav lidového umění, 1971
- HUDEČEK, Miroslav a HUDEČKOVÁ, Olga. Sochy, keramika, kresby Olgy a Miroslava Hudečkových: Městský dům kultury v Karviné ve Výstavní síni Josefa Mánesa, 2. prosince 1973 do 6. ledna 1974. V Karviné: Městský dům kultury, 1973.

- HUDEČKOVÁ, Olga a KLIVAR, Miroslav. Olga & Miroslav Hudečkovi: Czechoslovakia. [Česko]: [s.n.], [198-?]
- HUDEČKOVÁ, Olga a KOHOUTEK, Jiří. Olga Hudečková: keramika: Ústřední kulturní dům železničářů v Praze, prosinec 1980 - leden 1981. Praha: Ústřední kulturní dům železničářů, 1980
- HUDEČKOVÁ, Olga a HUDEČEK, Miroslav. Kouzelný svět dětí. Praha: Ústřední kulturní dům železničářů, 1981. 24 nečíslovaných stran.
- PELIKÁN, Jaroslav et al. [Výtvarné dílo Hudečkových]: výběr [z prací] Olgy, Miroslava, Veroniky, Dominika Hudečkových: Strážnice květen 1988, Uherský Brod červen - červenec 1988: katalog výstavy. Strážnice: Ústav lid. umění, 1988. [42] s., [28] s.
- Vzkříšení 1999: [červenec 1999]. Praha: Magistrát hlavního města Prahy, 1999.

- HUDEČEK, Miroslav a HUDEČKOVÁ, Olga. Carpe diem = Užívej dne: Miroslav Hudeček - sochy, kresby, [Olga Hudečková - keramika]. Říčany: O. a M. Hudečkovi, ©2005.ISBN 80-239-4564-5

### Výstavy se skupinou FEMINA
- 1994 Praha, Muzeum J.A. Komenského
- 1996 Praha a Mariánské Lázně
- 1998 Praha galerie Scarabeus ,galerie Nocturno
- 1999 Praha, Senát ČR
- 2001 Říčany
- 2002 Plzeň
- 2004 Kladno
- 2005 Hradec Králové
- 2006 Mariánské Lázně
- 2011 Praha, Senát ČR
- 2012 Praha, Parlament ČR

### Společné výstavy s manželem Miroslavem Hudečkem - výběr
- 1970 Praha, Galerie bří. Čapků
- 1971 a 2005 Strážnice
- 1972 Uherské Hradiště, Strakonice
- 1976 a 2008 Vodňany, Muzeum a galerie
- 1980 Olomouc
- 1994 Český Krumlov
- 1996 Vodňany, Rodinná výstava Miroslava, Olgy, Veroniky, Dominika Hudečkových
- 1998 Šumperk
- 2000 a 2001 Týn nad Vltavou, Vltavotýnské výtvarné dvorky
- 2003 Hradec Králové
- 2006 Praha, Karolinum
- 2011 Praha, Vyšehrad
- 2022 Říčany, Galerie